# The Sims Studio
The Sims Studio，是Maxis的一个部门，美国艺电的子公司。该工作室的是坐落于美国艺电在红木城所在地。除了红木城，该工作室也在EA加拿大Black Box工作室有一个辅助的工作室。至成立以来，The Sims Studio开发模拟人生系列游戏，合并到Maxis后开发了《模拟人生3：大学生活》和《模拟人生4》。

## 历史
由于模拟人生系列获得成功，在2006年电子艺界将Maxis模拟人生系列游戏的开发权利转移到新公司The Sims Division，后改为现名。Rod Humble被选为这个新团队的领导。Maxis让该工作室专注开发游戏项目《Spore》。斯科特·埃文斯是该工作室的现任总经理，Lucy Bradshaw是EA Maxis公司的总经理。
威尔·赖特和Maxis公司没有参与的《模拟人生3》的开发。《模拟人生3》是完全由The Sims Studio开发。 2012年，EA公布了公司组织结构调整，该工作室成为EA Maxis（红杉海岸工作室）的一部分。因此，Maxis的标志出在《模拟人生3：大学生活》。
2014年9月，该工作室成为Maxis的子公司，其后发布模拟人生4。